# Deutsche Orientbank

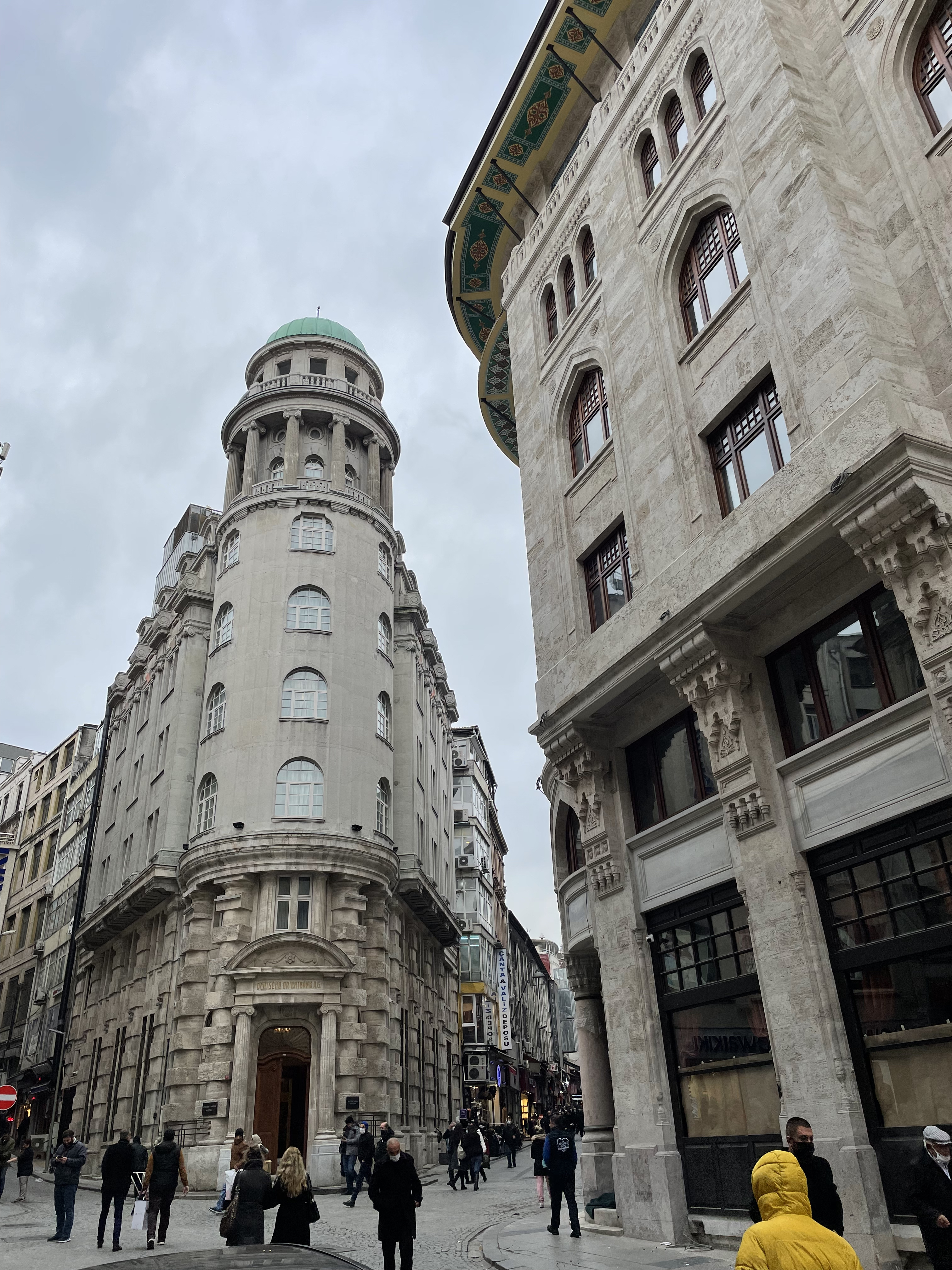
Haupteingang der Istanbuler Niederlassung der ehemaligen Deutschen Orientbank (heute Orientbank Hotel)

Die Deutsche Orientbank (DOB) war eine 1906 gegründete deutsche Auslandsbank, die in der Weltwirtschaftskrise von 1929 Teil der Dresdner Bank wurde und 1946 endgültig liquidiert wurde. Heute wird das Gebäude als Hotel unter den Namen Orientbank Hotel genutzt und von dem Unternehmen Marriott International betrieben.

## Gebäude
Das Gebäude (türk. Germanya Han) genannt, wurde von dem preußischen Architekten August Jasmund entworfen und in unbestimmter Zeit vor der Eröffnung der Deutschen Orientbank um 1906 fertiggestellt. 

## Gründung
Die Bank wurde unter maßgeblicher Beteiligung der Dresdner Bank mit Hauptsitz an der Markgrafenstraße 56 gegründet. Später wechselte der Hauptsitz an die Französische Straße 29. Daneben war die Nationalbank für Deutschland (später aufgegangen in der Danat-Bank) und der A. Schaaffhausen’scher Bankverein beteiligt. Treibende Kräfte waren insbesondere Eugen Gutmann und sein Sohn Herbert M. Gutmann. Sitz der Bank war Berlin. Das Gründungskapital lag bei 16 Millionen Mark. Davon entfielen 37,5 % auf die Dresdner Bank. Die beiden anderen an der Gründung beteiligten Banken hielten jeweils 31,25 %.
Hintergrund für die Gründung war der Versuch des Deutschen Kaiserreiches, seinen Einfluss im Nahen Osten auszuweiten. Dabei spielte die Bagdadbahn, maßgeblich finanziert von der Deutschen Bank, eine wichtige Rolle. Mit der Gründung der DOB versuchte die Dresdner Bank der Deutschen Bank im Nahen Osten Konkurrenz zu machen.

## Struktur
Die Struktur der DOB unterschied sich dabei deutlich vom Engagement der Deutschen Bank. Letztere unterhielt nur eine Niederlassung in Istanbul. Die DOB dagegen baute ein breites Netz von Filialen auf. Basis war die Filialen in Istanbul und Hamburg. Diese wurden durch die seitens der Nationalbank für Deutschland und der griechischen Nationalbank 1904 gegründeten Banque d’Oriente übernommen. Bis 1912 gab es auf dem Gebiet der späteren Türkei neben Istanbul sechs Filialen. In Ägypten gab es neben Alexandria weitere fünf Filialen. Daneben gab es weitere Niederlassungen in Casablanca und Tanger. Diese wurden aber bereits 1913 an die französische Société Générale verkauft. Die geplante Errichtung einer Filiale in Teheran wurde nicht vollzogen, weil die Pläne auf Kritik aus Großbritannien und Russland gestoßen waren. Die geplante Übernahme der Filialen der Deutschen Palästina-Bank scheiterte 1914 wegen des Ausbruchs des Ersten Weltkrieges. Die bedeutendsten Niederlassungen waren Hamburg, Konstantinopel, Kairo und Alexandria. In der Hauptstadt des Osmanischen Reiches besaß das Unternehmen mit der so genannten „Germania Han“ eine repräsentative Niederlassung. Neben den Mitgliedern der Familie Gutmann waren vor dem Ersten Weltkrieg auch Samuel Ritscher und Hans Pilder, die beide später bedeutende Positionen bei der Dresdner Bank innehatten, bei der DOB tätig.
Im Jahr 1910 wurde das Kapital der Bank verdoppelt. Damit war sie zur bedeutendsten der insgesamt acht deutschen Auslandsbanken aufgestiegen. Im Osmanischen Reich und im britischen Protektorat Ägypten war die DOB eine der führenden Banken. In Ägypten war sie vor allem bei der Finanzierung des Baumwollexports tätig. Sie tätigte Geschäfte mit zahlreichen Staaten nicht nur in Afrika und in Asien, sondern auch in Amerika. Im Jahr 1916 zog sich der Schaffhausen’sche Bankverein aus dem Projekt zurück. Ihre Anteile übernahmen verschiedene Privatbanken, die Deutsche Bank sowie österreichische und ungarische Institute. Damit waren in der DOB annähernd alle im Orientgeschäft tätigen Banken aus dem Deutschen Kaiserreich und Österreich-Ungarn vertreten.

## Zeit des Ersten Weltkrieges und Weimarer Republik
Mit Beginn des Ersten Weltkrieges wurden die Filialen in Ägypten auf britisches Betreiben geschlossen. Die Geschäftstätigkeit im Osmanischen Reich endete mit dessen Niederlage. Erst seit 1923 konnte die DOB ihre Geschäftstätigkeit im Nahen Osten wieder aufnehmen. Filialen gab es nunmehr in Istanbul, Izmir, Kairo und Alexandria.
Stark getroffen wurde die DOB durch die Bankenkrise von 1931. Davon betroffen waren im hohen Maß die beiden Großaktionäre Dresdner Bank und Danat-Bank. Als die Danat-Bank im Juli 1931 zahlungsunfähig wurde und auch die Dresdner Bank im starke Bedrängnis geriet, zogen die Kunden in den Auslandsfilialen ihr Geld ab. Die Niederlassungen mussten schließen. Die ägyptischen Filialen wurden 1931 von der Dresdner Bank übernommen. Dazu erhielt sie einen Reichskredit von 15 Millionen Reichsmark. Nach der Fusion der Danat-Bank und der Dresdner Bank fielen auch die türkischen Filialen der DOB an die Dresdner Bank. Sie firmierten allerdings weiter unter dem alten Namen der DOB.

## Nationalsozialismus
Nach 1933 erlebte sie zunächst einen nur schwachen Aufschwung, wurde aber für die deutsche Außenhandelspolitik von immer stärkerer Bedeutung. Sie wurde während des Zweiten Weltkrieges ein maßgeblicher Akteur beim Handel mit Chrom und Gold. Dabei spielte auch Raubgold aus den vom Deutschen Reich besetzten Gebieten und das Gold der Opfer der Konzentrationslager eine bedeutende Rolle. Istanbul wurde dabei zur Drehscheibe des Handels mit geraubtem Gold.